# The Hunchback of Notre Dame (film 1976)
The Hunchback of Notre Dame è un film per la televisione del 1976 diretto da Alan Cooke, tratto dal romanzo di Victor Hugo Notre-Dame de Paris.

## Trama
Nella Parigi medievale la bellissima zingara Esmeralda comincia a danzare sul sagrato della Cattedrale di Notre-Dame e di lei si invaghiscono il capitano nelle guardie Phoebus de Chateaupers, il deforme campanaro Quasimodo e l'arcidiacono Claude Frollo. Reso folle dal desiderio, Frollo ferisce gravemente Phoebus e fa ricadere la colpa su Esmeralda, che viene imprigionata e condannata, ma anche in queste circostanze rifiuta le attenzioni di Frollo. Salvata da Quasimodo, Esmeralda cade nuovamente nelle mani di Frollo, che la fa giustiziare. Folle dal dolore per la morte dell'amata, Quasimodo scaglia Frollo dalla torre campanaria e si lascia morire di crepacuore.